# Уханов, Юлий Иванович
Уханов Юлий Иванович (22 октября 1925, Красный Холм, Калининская область — 2 марта 1998, Санкт-Петербург) — советский и российский учёный-физик, педагог, доктор физико-математических наук, профессор, проректор по науке Ленинградского политехнического института, заведующий кафедрой «Экспериментальная физика», заслуженный деятель науки и техники РСФСР.

## Биография
Родился 22 октября 1925 года в Калининской области, в городе Красный Холм. Отец — землемер райземотдела. В 1943 году окончил среднюю Образцовую Краснохолмскую школу.
В том же году был призван в РККА. В 1943—1944 годах служил командиром отделения 88-го зенитно-артиллерийского полка в Московском военном округе. Учился на офицерских курсах. В 1945—1946 годах — командир приборного взвода в 48-м отдельном дивизионе зенитной артиллерии РКГ в Прикарпатском военном округе. В 1946 году демобилизован в звании лейтенанта. Награждён медалью «За победу над Германией в Великой Отечественной войне 1941—1945 гг.».
Сразу после демобилизации Юлий Уханов поступил в Ленинградский политехнический институт (ЛПИ) на физико-механический факультет. В 1948—1949 годах принял участие (в должности бригадира и члена штаба строительства) в работе первых в истории студенческих строительных отрядов на строительстве Алакусской, Непповской и Ложголовской ГЭС в Ленинградской области. За свою работу в числе многих политехников награждён грамотой ЦК ВЛКСМ.
В 1952 году Ю. Уханов с отличием окончил Ленинградский политехнический институт. Специальность — «техническая физика». Работал в Военной Краснознамённой инженерной Академии связи им. С. М. Будённого. Ассистент, старший преподаватель, заведующий кафедрой. В 1957 году стал кандидатом физико-математических наук. Тема диссертации — «Управление оптической прозрачностью германиевого диода с помощью электрического тока». Изучал магнитооптические явления в полупроводниках, создал установку для исследования эффекта Фарадея в полупроводниках. Получил свой первый патент на изобретение «Германиевый диод-модулятор». С 1964 года Юрий Иванович Уханов работал доцентом на факультете радиоэлектроники Политехнического института на кафедре «Физика полупроводников». Выпустил четырёхтомный учебник «Оптика полупроводников». Создал лабораторию по изучению магнитооптических свойств полупроводников. Активно сотрудничал с учёными ФТИ им. А. Ф. Иоффе и Института полупроводников Академии наук СССР. Результаты этих работ по исследованию зонной структуры полупроводниковых соединений получили очень высокую оценку учёных в СССР и за его пределами. В 1966 году Ю. Уханов защитил докторскую диссертацию «Экспериментальное исследование оптических и магнитооптических явлений в полупроводниках», получил степень доктора физико-математических наук и учёное звание профессора. Пять лет с 1972 по 1977 года Ю. И. Уханов занимал пост проректора по науке ЛПИ. С 1975 до 1991 года заведовал кафедрой «Экспериментальная физика» Политеха. В 80-е годы — декан физико-механического факультета ЛПИ. Является автором десятков фундаментальных научных работ, опубликованных в ведущих изданиях страны: «Физика твёрдого тела», «Вестник высшей школы», «Журнал технической физики», «Физика и техника полупроводников», «Успехи физических наук». Автор монографий и ряда учебников для вузов, в том числе «Колебания и волны», «Ядерная физика», «Элементы квантовой физики», «Курс физики». Подготовил 16 докторов наук.
Скончался 2 марта 1998 года в Санкт-Петербурге.

## Награды и звания
Медаль «За победу над Германией в Великой Отечественной войне 1941—1945 гг.»
Орден «Знак почета»
Заслуженный деятель науки и техники РСФСР
Знак Минвуза СССР «За отличные успехи в работе»
Золотая медаль ВДНХ